# 南浅川

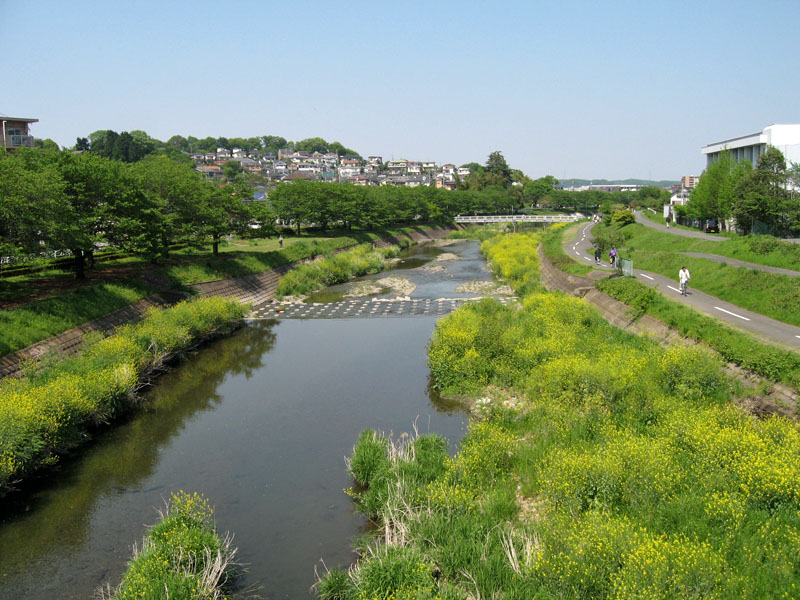
東横山橋より下流側を望む

南浅川（みなみあさかわ）は、東京都八王子市裏高尾町から元本郷町を流れる多摩川水系の一級河川。浅川（北浅川）支流である。

## 地理
東京都八王子市の西部に位置する小仏峠付近に源を発し東に流れ、八王子市元本郷町付近で浅川（北浅川）に合流する。

## 橋梁
上流から
- 国道20号線・甲州街道
- JR中央本線
- 白山橋
- 廿里橋
- 陵南大橋（東京都道46号）
- 南浅川橋（東京都道187号線）
- 横山橋
- 東横山橋
- 水無瀬橋（東京都道521号線・陣馬街道）
- 横川橋

## 支流
- 初沢川
- 小仏川
- 案内川